# Biegus arktyczny
Biegus arktyczny (Calidris melanotos) – gatunek średniej wielkości ptaka wędrownego z rodziny bekasowatych (Scolopacidae). Nie wyróżnia się podgatunków. Nie jest zagrożony wyginięciem.

## Występowanie
Zamieszkuje tundrę od Półwyspu Jamalskiego w Rosji na wschód po zachodnie wybrzeża Zatoki Hudsona w Kanadzie. Zimuje głównie w środkowej i południowej części Ameryki Południowej, rzadziej w południowo-wschodniej Australii, na Tasmanii i Nowej Zelandii, rzadko na Hawajach.
Do Polski zalatuje – do 2021 roku stwierdzono go 126 razy (obserwowano łącznie 139 osobników).

## Morfologia
WyglądObie płci ubarwione identycznie, jednak samiec znacznie większy od samicy. W szacie godowej pióra na wierzchu ciała są ciemnobrązowe z płowymi brzegami. Szyja, wole i góra piersi ciemnobrązowe z jasnymi plamami. Spód ciała i podgardle białe. W szacie spoczynkowej wierzch ciała jaśnieje, a pokrywają go ciemne plamy.
Wymiary średniedługość ciała 19–23 cm
rozpiętość skrzydeł 37–45 cm
masa ciała: samce 45–126 g, samice 31–97 g

## Ekologia i zachowanie
BiotopSuche obszary tundry. Zimą morskie wybrzeża.
GniazdoNa ziemi.
JajaW ciągu roku wyprowadza jeden lęg, składając w czerwcu–lipcu 4 jaja.
WysiadywanieJaja wysiadywane są przez okres około 22 dni przez samicę. Samiec strzeże wysiadującej samicy. Samce często opuszczają partnerkę tuż przed wylęgiem, ale niekiedy biorą udział w opiece nad pisklętami.
PożywienieBezkręgowce.

## Status i ochrona
Międzynarodowa Unia Ochrony Przyrody (IUCN) uznaje biegusa arktycznego za gatunek najmniejszej troski (LC, Least Concern) nieprzerwanie od 1988 roku. W 2024 roku szacowano, że liczebność światowej populacji zawiera się w przedziale 4–15 milionów dorosłych osobników. Trend liczebności populacji nie jest znany.
W Polsce objęty ochroną gatunkową ścisłą.